# 三豊百貨店
三豊百貨店（サンプンひゃっかてん、サムプンひゃっかてん、朝鮮語: 삼풍백화점）は、かつて大韓民国（韓国）のソウル特別市瑞草区にあった百貨店。1995年に発生した三豊百貨店崩壊事故（삼풍백화점 붕괴 사고）で知られる。

## 概要
1989年12月1日に開店。建物は売場が大部分を占めるA棟とスポーツセンターなどが入居するB棟、そしてその間に位置するコンコースで構成されていた。当時は韓国で業界1位の売上高を誇る高級百貨店であり、ソウルの富裕層を主なターゲットとしていた。
しかし建物の設計上の様々な欠陥が重なり、1995年6月29日17時57分（KST）、営業中に突然A棟が両端の一部を残して崩壊し、死者502名・行方不明者6名・負傷者937名という建物崩落事故としては当時世界最多の被害者を出す大惨事を起こした。
この事故により三豊百貨店は廃業に追い込まれ、現場は残ったB棟とコンコースが解体された後もしばらく空き地のままだったが、現在は高級マンション「アクロビスタ (Acrovista) 」が建てられている。
1994年10月の聖水大橋崩落事故、1995年4月の大邱上仁洞ガス爆発事故、そして同年6月に三豊百貨店崩壊事故が発生し、大規模事故が連続して起きたことが契機となり、韓国では1995年7月に災難管理法が成立した。また、聖水大橋落下事故や三豊百貨店崩壊事故を契機に、消防防災庁直属の救助部隊「中央119救助隊」が設置された。
その後、2013年にバングラデシュで発生したダッカ近郊ビル崩落事故が建物崩落事故としてはこの事故を超える世界最多の被害者を出す大惨事となった。

## 三豊百貨店崩壊事故

### 崩壊の原因

#### 建築計画・設計段階での不正
当初この建物は、経営母体の三豊建設産業によって自社で開発したニュータウン内に立地する地上4階・地下4階建てのオフィスビル兼商店街（雑居ビル）とする設計で起工したが、建設途上で三豊側がこの建物をデパートに用途変更することを決定した。三豊は、建設者の宇成建設に変更を要求したものの、宇成側は建物の用途が大きく変更されてしまうことから設計変更を行うのは危険だとして拒否した。すると三豊側は基礎工事が終わった段階で宇成建設と結んでいた建設契約を破棄し、三豊建設産業が直接建設することになった。しかし、当時の韓国の法律では建物の用途の変更に伴う構造変更を行う際はこれに対する専門家の審査を受けなくてはならない規定となっていたが、三豊側はこれを無視して建設を続行した上、竣工時の検査すら無視していた。
これに加え、当初三豊側はこの建物を住宅地域に指定されていた地区に建設しようとして無届工事を理由に行政処分を受けていたにもかかわらず、瑞草区側に総計1,300万ウォンの賄賂を贈って違法に用途を変更したことも後に明らかとなった。

#### 施工不良
この建物は本来、梁を使用すべきところを、荷重制限のある柱で建物を支える建築工法（フラットスラブ構造）を採用していた。この工法のメリットは、
- 梁が無いため天井を高くでき、空間が広く取れること（特に倉庫など広い空間を必要とする建物で有効）
- 工期短縮により、早期の事業開始が可能になる
- コストも削減できる

の3点である。一方、
- 構造形式が難解
- 地震発生時パンチング破壊の懸念
- 柱を太くしないと上に重量物を乗せられない

というデメリットがある。
当初の雑居ビルとしての使用を前提とした設計においてはこの構造でも強度上問題ないものであったが、後に三豊側が建物構造を不法に変更した際に当初の設計案にあった建物内の壁を撤去したため、結果として柱に荷重が集中し強度が低下することとなった。さらに、構造変更時にビル中央部にエスカレーターを設置し吹き抜け構造としたため荷重の不均衡が生じた上、本来なら柱を補強すべきところを補強しなかったばかりか、意匠を重視して当初の設計案では直径800mmの柱を採用する予定だったところを直径600mmに削減し、さらに内部の鉄筋の数も16本から8本に削減した。その上、このエスカレーター部分に防火シャッターを設置するため、ビル中央部の柱の4分の1が撤去されていた。この結果として、ビル自体が構造的に強度不足になった。
また、当時は大規模なニュータウンが各所で建設されたために韓国の建設業界では資材不足に陥っており、砂・砂利とセメントの配合比率が基準を満たさないようなものや、中国産の低質なセメントが用いられたような粗悪なコンクリートが使用される事例が相次いで発生していた。加えて、後述の通り当初計画より1フロア分を最上階に増やしたため、その階の建設に使用されたコンクリートだけで3,000トンもの重量増となったばかりか、87トンの冷房機器が屋上に設置されたことで、当初の計画通りの柱ですら過負荷となるほどの大きな負荷が建物全体に掛かっていた。

#### 不適切な増築
宇成建設との契約を破棄した後、三豊側はこの建物を5階建てにすべく5階部分の増築を無許可で開始した。加えて、当初の計画では建築基準を満たすため5階部分をローラースケート場とする予定として一旦は正式な届け出を提出したが、これも後に不法にレストラン街に変更された。しかもこの店舗は韓式レストランであったため、床に直接客が座る都合上床暖房（温水式オンドル）を設置することになり、結果として床暖房の温水パイプを通し暖房の効果を上げるために、床部分だけで延べ3,000トンの大量のコンクリートが使用された。また、店内には厨房で用いる大量の機材が設置されたほか、店内の意匠としてレンガの壁や石庭などがフロア上に構築されたため実際にはさらに荷重が増加していた。
さらに、5階の上にあった屋上部分は建設途中でスラブの厚さが6cm厚から9cm厚に変更された上、当初の予定では地下に設置する予定だった重さ87トンの冷房機器を地下空間確保のために荷重を評価せず屋上に設置したため過大な荷重が掛かり、建築当初から冷房機器が作動することによって建物全体に微細な振動が発生する有様であった。

#### 冷房装置の不適切な移動
当初、前述の屋上に設置された大型冷房装置は建物の東側に設置されていた。しかしこの場所は近隣の住居のすぐ近くだったため、やがて住民から冷房装置の作動音に関する騒音苦情が寄せられるようになった。これを受けて三豊側は1993年8月にこの冷房装置を建物の西側に移動させる工事を行ったが、この際にコスト削減を理由にクレーンを使用せず、ローラーを用いて屋上を転がして機器を移動させた。この結果、ただでさえ強度が不足していたビル全体にさらに多大な負荷が掛かり、破壊が進行していった。

#### その他の事故原因・欠陥
このほか、以下の点が事故の原因として挙げられている。
- 元々この一帯はゴミ処分場として埋め立てられた土地であり、地盤が緩かった。
- 鉄筋の代わりに石油缶を詰めていた場所があった（ただし、ナショナルジオグラフィックチャンネル『衝撃の瞬間』では、この点に関して言及されていない）。
- 天井と柱の接合部分において、コストカットのため鉄筋コンクリートの内部の鉄筋を曲げていなかった（このため事故直前には屋上から柱が突き出る「パンチング現象」が発生していた）。
- 前述の柱の細さに加えて、床の鉄筋の位置も正しくなかった。本来床面から5cmの位置に鉄筋を挿入するのが、床から10cmになっていた。
- 事故発生前年の1994年には、当局に無断で地下に売り場を増設する工事を行っていた（これがさらに建物の強度を弱め、この時点でようやく当局から違法建築と認定されている）。
- 同じく1994年に大規模な書店がB棟2階に開業していた。書籍の重量で更に荷重が増加し、結果としてB棟側にまで亀裂が発生していた。三豊側もこれを認識して1995年3月に書店を撤退させ、B1階に移転させた。

### 崩壊
1995年4月頃より、5階のレストラン街では天井（屋上スラブ）に亀裂が入っているのが確認されていた。5月になるとこの亀裂から5階のフロアに砂が降ってくるようになり、同時に床面も沈下しているのが確認されていた。事故の前日には、5階の従業員が天井（屋上スラブ）のひび割れに気づいており、事故当日の朝にはひび割れが大きくなっていたため、同従業員はすぐに上司に報告している。しかし、三豊側は事故当日に現場を視認するまで、これに対する対策は何ら取っていなかった。
事故当日の6月29日、午前中に5階の従業員が建物の異常を報告。正午頃になると5階の天井から水漏れが発生したため、当座の措置として5階の営業を中止してガス供給も止め、さらに冷房装置の電源も遮断した。これを受け、当日の15時には社長が呼んだ建築士が同百貨店に到着して建物の状態を調査し、その1時間後の16時よりB棟にて経営陣を集めた緊急会議が開かれたが、「補修すれば問題ない」と建物の現状を過小評価した。一部に営業を続行する判断に対して反対意見が出されたものの、経営陣は最終的に「営業しながら補修を続ければ問題ない」旨の判断を下し、それを押し切って営業は継続された。その後も引き続き会議が行われたが、17時40分頃になるとB棟も含めた建物全体が沈下するようになり、三豊側は急遽1階と2階以外の全フロアの営業を中止し、建物の四隅に仮組の補強用骨格を建てて建物の沈下を食い止めようとしたが、その結果今度は5階の天井に多大な負荷が掛かった。
そして17時57分、5階部分の柱2本が折れたことを引き金にA棟が崩壊。崩落した上の階の残骸が下の階を押し潰す形になって急速に破壊が進行し、20秒程度で全てのフロアが崩落した。建物全体が沈下し始めたことに違和感を覚えた一部の客と店員は避難に成功していたが、店内に残っていた客と店員合わせて約1,500人が崩壊に巻き込まれて下敷きとなった。崩落直後より大規模な救助活動が行われたが、最終的に死者502名、負傷者937名、行方不明者6名を出す大惨事となった。この事故は韓国国内では2024年現在でも単一の事故による最多の死傷者数であり、人命被害数としても朝鮮戦争に次ぐ韓国史上2位の被害者数である。
崩壊現場付近では崩壊に伴って発生した瓦礫と同時に店内にあった商品が大量に散乱しており、一部では略奪行為が行われたとされている。

### 経営陣などへの責任追及
崩壊前には緊急会議を行っていた経営陣は、A棟崩壊の瞬間は崩壊しなかったB棟にいて難を逃れた。しかし、崩壊直後より「経営陣は崩壊前に建物から脱出していた」とする誤った情報が流れ、三豊側は激しい批判に晒された。
事故後に当時の経営陣は刑事訴追され、三豊建設の当時の会長李鐏を始めとする当時の三豊百貨店経営陣は業務上過失致死傷の容疑で実刑判決を受けた。さらに、前述の収賄事件を巡り前任の瑞草区長、瑞草区の前住宅課長、ソウル特別市の係長なども収賄・業務上横領・虚偽公文書作成などの容疑で逮捕・起訴されており、同事故を巡って起訴された人物は25名に上る。

### 報道
- 韓国の主要テレビ（KBS、MBC、SBS、YTN等）は救助の模様を24時間中継で放送した。特に当時開局したばかりだったニュース専門放送局のYTNは、この事故からわずか10分で現場の映像を放送するなど速報力を発揮し、結果として同局への加入者が倍増した。
- 世界中のマスメディアがこの事故をトップニュースとして報道し、事故発生から数日間にわたり、次々と生存者が発見される度に大きく報じられた。最後に救出された女性は瓦礫の下で17日間も生存しており、この女性は後に日本のテレビ番組『九死に一生スペシャル』『世界衝撃映像100連発』でも取り上げられた。
- ナショナルジオグラフィックチャンネル『衝撃の瞬間』第4シーズン第5話『スーパーマーケット崩壊 "Superstore Collapse"』によれば、事故後の韓国政府による緊急の全国高層建築調査では、建て替えが必要な建物は全体の7分の1、修理が必要とされたのは全体の5分の4に及び、韓国全体では実に98%の建物が何らかの欠陥を抱えていた事実が明らかになった、と報じられた[6]。

### 事故の影響
- 事故当時に大統領であった金泳三は、三豊百貨店や被災者が救援と復旧・補償に必要な行政・金融・税制上の支援を国から受けられるようにするため、三豊百貨店崩壊現場を特別災害地域に指定した。
- 同年7月1日には、久々の公選で選出されたソウル市長趙淳の就任式が予定されていたが、事故の影響で中止となった。
- 事故による補償総額は、約4,000億ウォン（1996年平均レートの日本円で約540億円）に及んだ。
- 事故の影響により、ソウルを中心に高層マンションの価格が下落した。また1980年代後半に韓国政府が住宅不足解消策としてソウル郊外に建てたマンションは、手抜き工事の噂から売却が相次いだ。
- 事故の影響により、現在は韓国では荷重が重くなりがちなレストラン街は地下に設置されるのが一般的となっている。
- 事故後、原因となったフラットスラブ構造はほとんど採用されなくなったが、2010年代になると、建設費用圧縮からマンションの建設現場等で再び採用されるようなり、2023年には韓国土地住宅公社が発注したマンションで、地下駐車場の柱に鉄筋が入っていない施工不良が相次いで発覚した。

### 本事故を扱った作品
- 2006年公開のキム・テスン監督による韓国映画『ノートに眠った願いごと（朝鮮語版、英語版）』（原題：秋へ（가을로：カウルロ）は、この事故を題材としている。日本では翌2007年に公開された。
- 2013年には、同じく三豊百貨店崩壊事故を題材とした韓国ドラマ『スキャンダル』が制作された[7]。
- 鄭梨賢（チョン・イヒョン）は、本事故をテーマにした短編小説『三豊百貨店』で第51回現代文学賞を受賞した。
- ジャイアント (テレビドラマ) - 終盤に三豊百貨店をモチーフとしたと思われる「萬寶(マンボ)プラザ」が登場。建設費削減(経営者の横領)のため三豊百貨店と同様に柱を細くするなどの手抜き工事で建設されたため、開業後すぐに崩壊する。
- その他、複数のテレビドラマや映画、小説などでもこの事故は題材として取り上げられている。

## 崩壊前のフロア構成
| A棟 | A棟                                                      | 中央広場                                                 | B棟                                                      |                                                          |
| --- | -------------------------------------------------------- | -------------------------------------------------------- | -------------------------------------------------------- | -------------------------------------------------------- |
| 5F  | レストラン街                                             | 中央広場                                                 | 三豊スポーツマックス、プール、理髪店                     |                                                          |
| 4F  | 文化、家庭用品、婚需・婚礼家具用品                       | 中央広場                                                 | 三豊スポーツマックス                                     |                                                          |
| 3F  | 男性服、カジュアル、スポーツ                             | 中央広場                                                 | ギャラリー、文化センター、専門店街、事務所               |                                                          |
| 2F  | 女性服                                                   | 中央広場                                                 | 証券会社、専門店街                                       |                                                          |
| 1F  | 雑貨、ブランド、化粧品                                   | 中央広場                                                 | 薬局、銀行、専門店街                                     |                                                          |
| B1F | スーパーマーケット、食品館、キッチン用品、幼児用品、書店 | スーパーマーケット、食品館、キッチン用品、幼児用品、書店 | スーパーマーケット、食品館、キッチン用品、幼児用品、書店 | スーパーマーケット、食品館、キッチン用品、幼児用品、書店 |
| B2F | 地下駐車場、倉庫                                         | 地下駐車場、倉庫                                         | 地下駐車場、倉庫                                         | 地下駐車場、倉庫                                         |
| B3F | 地下駐車場, 社員食堂、社員待合室                         | 地下駐車場, 社員食堂、社員待合室                         | 地下駐車場, 社員食堂、社員待合室                         | 地下駐車場, 社員食堂、社員待合室                         |
| B4F | 機械室                                                   | 機械室                                                   | 機械室                                                   | 機械室                                                   |